# レモンパイ
レモンパイ（英語: Lemon Pie）またはレモンメレンゲパイ（英語: Lemon Meringue Pie）は、洋菓子のケーキの一種。パイ生地（パートブリゼ）の上にレモンカスタードクリーム（レモンカード）と泡立てたふわふわのメレンゲが直接乗っている。スペイン語圏の国ではピエ・デ・リモン（Pie de limón）とも呼ばれる。

## 概要
レモンパイは日本および西洋で食されているが、日本で認知され始めたのは1981年に東京・浅草にある店舗「洋菓子レモンパイ」がオープンしてからとされている。西洋では、Lemon Meringue PieまたはLemon Pieとして認知されている。

## 歴史
レモン風味のカスタード（レモンカード）、プリン、パイは古くから作られており、レモンパイの起源は古代ギリシャと考えられている。ただし、メレンゲが発明されたのは17世紀になってからである。現在で一般的に知られているレモンパイは、19世紀になってから生産され始めた。
最初に記録されたレシピの一つは、ロマンディ出身のスイス人のパン屋であるアレクサンダー・フレーゼ (Alexander Frehse) によるものだった。植物学者のエミール・キャンベル・ブローネ（Emile Campbell Browne, 1830年 - 1925年）が1875年にドーセットのウィグベスで彼の調理スタッフによって非常に類似したレシピを作り、ウィンボーン・セント・ジャイルズ・ドーセットのセント・ジャイルズ・ハウスにて開かれた狩猟の舞踏会でシャフツベリ伯爵アントニー・アシュリー=クーパーに献上されたことを示唆する証拠が、いくつかある。その人気は、ロンドンの最高級レストランのキッチンとテーブルにすぐに通じるほどだった。

## 作り方
レモンカスタードは通常、卵黄、レモンの皮と果汁、砂糖、および必要に応じてデンプンで作られる。これにより、丈夫なプリンのような質感になる。よく溶いた卵白と砂糖を含むメレンゲは、パイの詰め物の上で調理される。メレンゲが焼けると、卵白のタンパク質の中に閉じ込められた気泡が膨張し、全体が膨らむ。ただし、卵白を強く叩きすぎたり、少量の脂肪が混合したりすると、調理時にタンパク質が正しい分子構造を形成できなくなり、調理時にメレンゲが崩れる可能性がある。メレンゲは柔らかくも固くも調理できるため、パイを焼く温度と砂糖を加える方法も、メレンゲの食感と耐久性を決定する。